# تپه دام الله
تپه دام الله  مربوط به عصر آهن است و در شهرستان جاجرم، بخش مرکزی، دهستان گلستان، ۱ کیلومتری جنوب روستای دشت واقع شده و این اثر در تاریخ ۷ اسفند ۱۳۸۶ با شمارهٔ ثبت ۲۱۳۰۸ به‌عنوان یکی از آثار ملی ایران به ثبت رسیده است.